# Turn Up the Speakers
"Turn Up the Speakers" là một bài hát bởi DJ và nhà sản xuất thu âm người Hà Lan Afrojack và Martin Garrix. Nó được phát hành là tải kỹ thuật số vào ngày 22 tháng 9 năm 2014 trên iTunes. Bài hát có trên bảng xếp hạng ở Áo, Bỉ, và Hà Lan.
Video âm nhạc của bài hát được đăng tải bởi Spinnin' Records.

## Bảng xếp hạng

### Bảng xếp hạng hàng tuần
| Bảng xếp hạng (2014)      | Vị trí cao nhất |
| ------------------------- | --------------- |
| Bỉ (Ultratop 50 Flanders) | 44              |
| Bỉ (Ultratip Wallonia)    | 15              |
| Áo (Ö3 Austria Top 40)    | 57              |
| Hà Lan (Single Top 100)   | 50              |

## Lịch sử phát hành
| Khu vực | Ngày                | Định dạng       | Hãng đĩa |
| ------- | ------------------- | --------------- | -------- |
| Hà Lan  | 22 tháng 9 năm 2014 | Tải kỹ thuật số | Spinnin' |